# 2017년 서아시아컵 야구 대회
2017년 서아시아컵 야구 대회(영어: XIII BFA West Asia Baseball Cup 2017)는 2017년 2월 25일부터 3월 1일까지 파키스탄 이슬라마바드에서 개최된 국제 야구 대회이다. 2017년 아시아 야구 선수권 대회의 예선전을 겸하며, 이 대회에서 상위 두 팀이 진출한다. 
참가하기로 되어 있던 인도 야구 국가대표팀은 대회 직전 비자발급 문제로 기권했다.

## 참가국
- 파키스탄 (24, 개최국)
- 스리랑카 (52)
- 이란 (54)
- 이라크 (67)
- 네팔 (72)
  -  인도 (61) - 기권

괄호 안의 숫자는 2017년 2월 24일 까지의 기준 WBSC 랭킹에 해당한다.

## 조별 예선

### A조
|  | 준결승전 진출 |

| 팀       | 승 | 패 | 승률 | 게임차 | 득점 | 실점 | 승자승 |   |
| -------- | -- | -- | ---- | ------ | ---- | ---- | ------ | - |
| 파키스탄 | 2  | 0  | -    | -      | -    | -    | -      | - |
| 네팔     | 1  | 1  | -    | -      | -    | -    | -      | - |
| 이라크   | 0  | 2  | -    | -      | -    | -    | -      | - |

| 2017년 2월 25일 10:00 PKT (UTC+5) | 네팔   | 1 – 16 (F/6) | 파키스탄 | 파키스탄 스포츠 콤플렉스 |
| 2017년 2월 25일 10:00 PKT (UTC+5) | 리포트 |              |          | 파키스탄 스포츠 콤플렉스 |

| 2017년 2월 26일 10:00 PKT (UTC+5) | 이라크 | 2 – 13 (F/8) | 네팔 | 파키스탄 스포츠 콤플렉스 |
| 2017년 2월 26일 10:00 PKT (UTC+5) | 리포트 |              |      | 파키스탄 스포츠 콤플렉스 |

| 2017년 2월 27일 10:00 PKT (UTC+5) | 파키스탄 | 25 – 0 (F/5) | 이라크 | 파키스탄 스포츠 콤플렉스 |
| 2017년 2월 27일 10:00 PKT (UTC+5) | 리포트   |              |        | 파키스탄 스포츠 콤플렉스 |

### B조
|  | 준결승전 진출 |

| 팀       | 승   | 패   | 승률 | 게임차 | 득점 | 실점 | 승자승 |      |
| -------- | ---- | ---- | ---- | ------ | ---- | ---- | ------ | ---- |
| 스리랑카 | 1    | 0    | -    | -      | -    | -    | -      | -    |
| 이란     | 0    | 1    | -    | -      | -    | -    | -      | -    |
| 인도     | 기권 | 기권 | 기권 | 기권   | 기권 | 기권 | 기권   | 기권 |

| 2017년 2월 25일 13:30 PKT (UTC+5) | 인도 | 취소 | 이란 | 파키스탄 스포츠 콤플렉스 |
| 2017년 2월 25일 13:30 PKT (UTC+5) |      |      |      | 파키스탄 스포츠 콤플렉스 |

| 2017년 2월 26일 13:30 PKT (UTC+5) | 이란   | 0 – 22 (F/5) | 스리랑카 | 파키스탄 스포츠 콤플렉스 |
| 2017년 2월 26일 13:30 PKT (UTC+5) | 리포트 |              |          | 파키스탄 스포츠 콤플렉스 |

| 2017년 2월 27일 13:30 PKT (UTC+5) | 스리랑카 | 취소 | 인도 | 파키스탄 스포츠 콤플렉스 |
| 2017년 2월 27일 13:30 PKT (UTC+5) |          |      |      | 파키스탄 스포츠 콤플렉스 |

## 토너먼트

### 준결승전
| 2017년 2월 28일 10:00 PKT (UTC+5) | 이란   | 0 – 11 (F/7) | 파키스탄 | 파키스탄 스포츠 콤플렉스 |
| 2017년 2월 28일 10:00 PKT (UTC+5) | 리포트 |              |          | 파키스탄 스포츠 콤플렉스 |

| 2017년 2월 28일 13:30 PKT (UTC+5) | 네팔   | 0 – 11 (F/7) | 스리랑카 | 파키스탄 스포츠 콤플렉스 |
| 2017년 2월 28일 13:30 PKT (UTC+5) | 리포트 |              |          | 파키스탄 스포츠 콤플렉스 |

### 3·4위 결정전
| 2017년 3월 1일 10:00 PKT (UTC+5) | 네팔   | 6 – 10 | 이란 | 파키스탄 스포츠 콤플렉스 |
| 2017년 3월 1일 10:00 PKT (UTC+5) | 리포트 |        |      | 파키스탄 스포츠 콤플렉스 |

### 결승전
| 2017년 3월 1일 13:30 PKT (UTC+5) | 스리랑카 | 4 – 2 | 파키스탄 | 파키스탄 스포츠 콤플렉스 |
| 2017년 3월 1일 13:30 PKT (UTC+5) | 리포트   |       |          | 파키스탄 스포츠 콤플렉스 |

### 최종 순위
|  | 아시아 야구 선수권 대회 진출 |

| 순위 | 팀       |
| ---- | -------- |
| 1    | 스리랑카 |
| 2    | 파키스탄 |
| 3    | 이란     |
| 4    | 네팔     |
| 5    | 이라크   |

| 2017년 서아시아컵 야구 대회 |
| --------------------------- |
| 스리랑카 첫번째 우승        |